# Hylobittacus apicalis
Hylobittacus apicalis är en näbbsländeart som först beskrevs av Hagen 1861.  Hylobittacus apicalis ingår i släktet Hylobittacus och familjen styltsländor. Inga underarter finns listade i Catalogue of Life.

## Bildgalleri

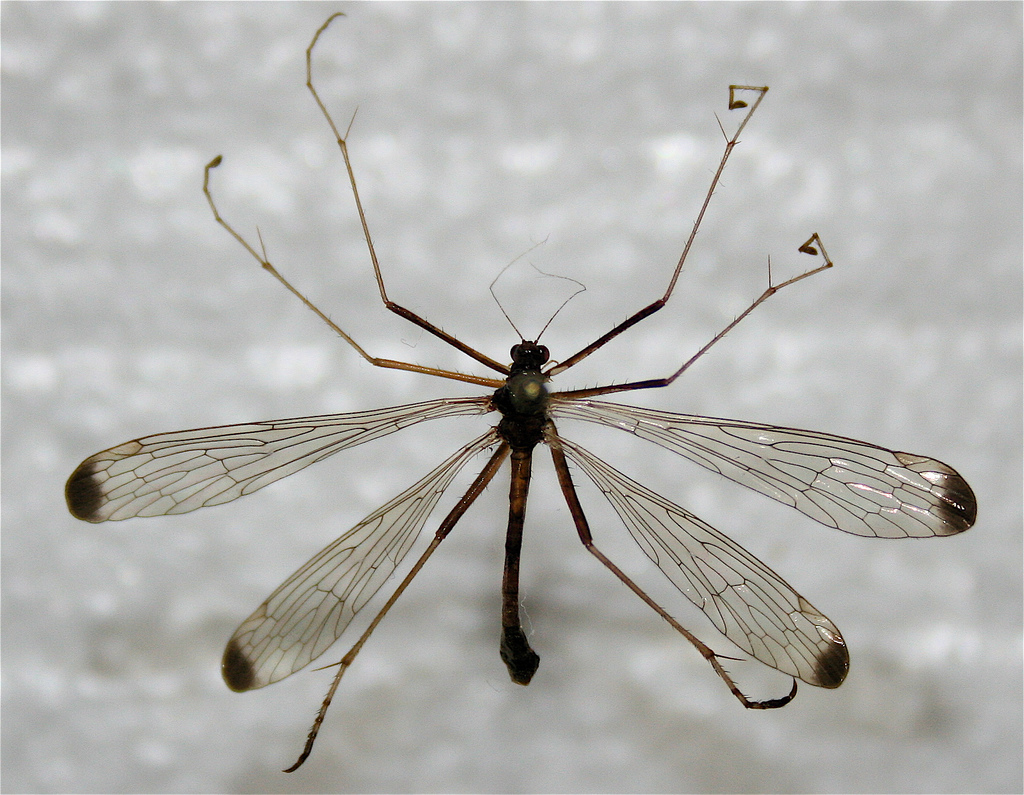